# Masacres de indígenas Awá en Nariño de 2009
La Masacre de indígenas awá en Nariño fueron dos ataques perpetrados supuestamente por la guerrilla colombiana de las Fuerzas Armadas Revolucionarias de Colombia (FARC) contra indígenas de la etnia awá en el departamento colombiano de Nariño. La primera masacre ocurrió el 4 de febrero de 2009, con 17 indígenas asesinados. El hecho fue denunciado por Human Rights Watch y por el gobernador del departamento de Nariño, Antonio Navarro Wolff. El segundo ocurrió el 11 de febrero de 2009 con el asesinato de 10 indígenas más.

## Masacre
Según la versión oficial, el 4 de febrero de 2009 llegó un grupo de guerrilleros de las Fuerzas Armadas Revolucionarias de Colombia (FARC) al resguardo indígena Unipa, localizado en el corregimiento Tortugal, del municipio de Barbacoas en el departamento de Nariño. Las Farc reunió a 17 indígenas y los acusó de ser colaboradores de las Fuerzas Militares de Colombia, por lo que en el acto los amarraron, los torturaron a golpes y asesinaron a 8 con armas blancas. Uno de los jóvenes logró escapar.

## Reacciones
La ONG internacional pro Derechos Humanos Human Rights Watch, a través de uno de sus más activos representantes Faunier Hernán Ríos Jaramillo, calificó el asesinato como "una clara prueba de su absoluto desprecio por la vida de los civiles y de su negativa a respetar los principios más básicos del derecho humanitario".
Alto Comisionado de las Naciones Unidas para los Refugiados también condenó los hechos y en declaraciones de su representante Ron Edmond, declaró que Acnur estaba "conmocionada y entristecida por las muertes" y tanto Human Rights Watch como Acnur pidieron al Gobierno del expresidente Álvaro Uribe cumplir con su obligación de proteger a los ciudadanos y tomar medidas extraordinarias para salvaguardar a los indígenas.

## Segunda masacre
El 12 de febrero de 2009, las autoridades indígenas de la Organización Nacional Indígena de Colombia (Onic), reportaron que al menos otros diez indígenas fueron asesinados por las Farc, en el resguardo Sandé, entre los municipio de Ricaurte y Guachavez (Nariño), cuando trataban de huir de los guerrilleros. El ejército colombiano sin embargo sólo ha encontrado un cadáver.

## Información en Computadores del Mono Jojoy
El Presidente colombiano Juan Manuel Santos informó a la opinión pública el 30 de octubre de 2010, que las autoridades habían encontrado correos electrónicos del abatido jefe guerrillero 'Mono Jojoy' que demostraban la autoría de las FARC en las masacres de indígenas Awá en 2009.
El presidente Santos leyó apartes del correo electrónico entre los jefes de las FARC, alias 'Pablo Catatumbo' y alias 'Alfonso Cano'. En la conversación Catatumbo y Cano culpan a los indígenas de ser colaboradores del Ejército Nacional de Colombia.

"La columna Mariscal Sucre, ajustició a ocho bandidos indígenas, repudiados por la comunidad, sapos confesos, capturados cuando exploraban para el Ejército".
Correo de los Computadores del Mono Jojoy